# Руша (Огайо)
Руша (англ. Russia (на местном диалекте произносится как Roo-she (Ру-ши)) — деревня в тауншипе Лорамин, округ Шелби, штат Огайо, США. По данным переписи 2010 года — население 640 человек.

## История
Руша была основана Льюисом Филлипсом, который купил землю и построил дом, где сейчас стоит деревня. Дом Филлипса, построенный в 1853 году, был первым домом в Руше; другие поселенцы построили дома только в 1850-е. Филлипс был также первым бизнесменом в деревне, открыв продуктовый магазин в 1853 году. Более поздние поселенцы скоро основали галантерейный магазин и многочисленные лесопилки; экономика Руши однажды даже была зависима от лесоперерабатывающей промышленности. Среди самых ранних поселенцев был франкоговорящий швейцарец, служивший под начальством Наполеона Бонапарта во время русско-французской войны.

## География
Согласно данным Бюро переписи США, общая площадь деревни составляет 2,05 квадратного километра (суши — 2,02 квадратного километра, воды — 0,03 квадратного километра)

## Демографические данные
По данным переписи 2010 года, в деревне проживал 640 человек, 224 двора и постоянно проживало 173 семьи. Плотность населения 820,5 человека на 1 квадратную милю (119,8/км²). В поселении было 224 двора при общей плотности населения 122,3 на квадратную милю (316,8/км²). В расовом отношении деревня состояла: 99,2 % белые, 0,8 % две или более других рас. Испанцы или латиноамериканцы составляли 0,2 % всего населения.